# Vigilantes y ladrones
Vigilantes y ladrones es una película en blanco y negro de Argentina dirigida por Carlos Rinaldi según su propio guion escrito con la colaboración de René Mugica sobre el argumento de Máximo Aguirre que se estrenó el 23 de octubre de 1952 y que tuvo como protagonistas a Los Cinco Grandes del Buen Humor y Amalia Sánchez Ariño. El filme contó además con la colaboración de Ángel Eleta en la coreografía.
Junto con este filme se estrenó el cortometraje Y la Argentina detuvo su corazón, el documental en technicolor sobre las exequias de Eva Perón.

## Sinopsis
Los Cinco Grandes buscan un tesoro escondido en el sótano de un hotel.

## Reparto
- Rafael Carret …Pato
- Juan Carlos Cambón …Cambón
- Zelmar Gueñol …Zelmar
- Jorge Luz …Jorge
- Guillermo Rico …Guille
- Amalia Sánchez Ariño …Doña Nieves
- José Comellas …Recaredo
- Vicente Rubino …Rodríguez
- Irma Gabriel …Mónica
- Nelly Láinez …Camelia
- Warly Ceriani …Profesor 1 en mesa examinadora
- Rafael Diserio …Profesor 2 en mesa examinadora
- Luis Dávila …   Alumno en examen
- Germán Vega …Inspector
- Susana Vargas …Mujer 1 en boda
- Martha Atoche …Mujer 2 en boda
- Celia Geraldy …Compradora de zapatos
- Luis García Bosch
- Osvaldo Moreno
- Ricardo Moreno
- Adelco Lanza … Integrante del cuerpo de baile

## Comentarios
Para Noticias Gráficas el filme “consigue divertir” y Manrupe y Portela escriben:

”Quicky con poco argumento y algunos pasajes graciosos.”